# 11257 Rodionta
11257 Rodionta eller 1978 TP2 är en asteroid i huvudbältet som upptäcktes den 3 oktober 1978 av den rysk-sovjetiske astronomen Nikolaj Tjernych vid Krims astrofysiska observatorium på Krim. Den har fått sitt namn efter Tatiana Vladimirovna Rodionova.
Asteroiden har en diameter på ungefär 6 kilometer och den tillhör asteroidgruppen Flora.